# Max Halberstadt
Max Halberstadt (Hamburgo, 14 de mayo de 1882-Johannesburgo, 30 de diciembre de 1940) fue un retratista alemán en Hamburgo. Son particularmente conocidas sus numerosas fotografías de Sigmund Freud, con cuya hija Sophie estuvo casado.

## Biografía

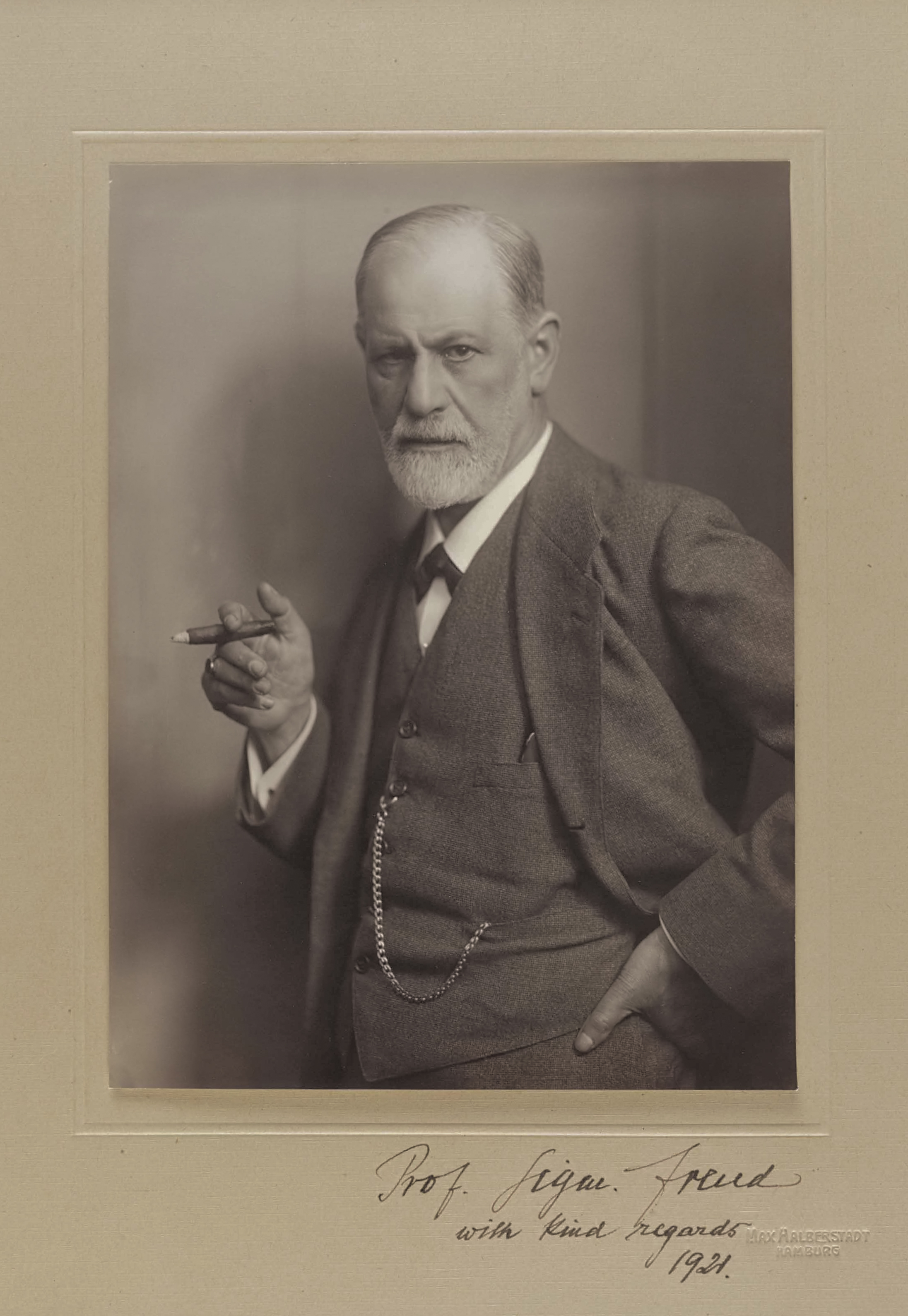
Sigmund Freud, fotografía, (225 × 165 mm), (dedicatoria manuscrita) Max Halberstadt (1921).

Max Halberstadt nació en Hamburgo en 1882, hijo del maestro carnicero Wolf Seew Halberstadt y de Mathilde Wolff. Se casó con Sophie Freud en enero de 1913. El matrimonio tuvo dos hijos, Ernst Wolfgang y Heinz. Sophie murió de gripe española en 1920 a la edad de 26 años. En 1923, Halberstadt se casó con Berta Katzenstein. Fue miembro fundador de la Sociedad de Fotógrafos Alemanes y experto en técnicas fotográficas. En 1936, debido a la presión masiva de los nacionalsocialistas, tuvo que dejar Alemania casi sin un centavo y emigrar a Sudáfrica.
El 1 de octubre de 1907 abrió un "estudio de fotografía artística" en Bleichenbrücke en el centro de Hamburgo. Anteriormente había vivido en París.